# Strada statale 2 dir Via Cassia
La strada statale 2 dir Via Cassia (SS 2 dir), ora strada provinciale 2 dir Cassia (SP 2 dir), è un'ex strada statale italiana, adesso declassata in strada provinciale.
Collega la strada statale 2 Via Cassia con la Certosa di Firenze, situato a Galluzzo nel comune di Firenze. La lunghezza è di soli 0,630 km.

## Storia
Venne istituita con decreto ministeriale del 2 dicembre 1964, pubblicato in Gazzetta Ufficiale il 21 gennaio 1965, con il seguente itinerario: "Innesto Strada statale n. 2 Cassia - Monastero della Certosa del Galluzzo".
In seguito al decreto legislativo n. 112 del 1998, dal 2001 la gestione è passata dall'ANAS alla Regione Toscana che ha provveduto al trasferimento dell'infrastruttura al demanio della Provincia di Firenze.